# Биевцы (Лубенский район)
Биевцы́ (укр. Біївці) — село,
Биевецкий сельский совет,
Лубенский район,
Полтавская область,
Украина.
Код КОАТУУ — 5322880701. Население по переписи 2001 года составляло 285 человек.
Является административным центром Биевецкого сельского совета, в который, кроме того, входят сёла
Горобии и
Енковцы.

## Географическое положение
Село Биевцы находится на левом берегу реки Удай и при впадении в неё Ольшанки, выше по течению на расстоянии в 1 км расположено село Горобии, ниже по течению на расстоянии в 2,5 км расположено село Халепцы, на противоположном берегу — село Постав-Мука. Река в этом месте извилистая, образует старицы и заболоченные озёра.

## История
- В 1750 году село перешло из Лубенской сотни в Снитинскую сотню Лубенского полка.

## Экономика
- Молочно-товарная и птице-товарная фермы.
- «Удай», ООО.

## Объекты социальной сферы
- Школа I—II ст.

## Известные люди
- Симоненко Василий Андреевич (1935—1963) — украинский поэт и журналист.